# بيت الزواحي (مناخة)

تعديل مصدري - تعديل

بيت الزواحي هي إحدى قرى عزلة متوح بمديرية مناخة التابعة لمحافظة صنعاء، بلغ تعداد سكانها 413 نسمة حسب تعداد اليمن لعام 2004.